# Matthäus Kirchner
Friedrich Matthäus Kirchner (* 3. März 1826 in Bamberg; † 5. Januar 1912 in Scheßlitz) war deutscher Missionar in Afrika und Mitglied des Deutschen Reichstags.

## Leben
Matthäus Kirchner besuchte von 1840 bis 1844 das Alte Gymnasium Bamberg und anschließend am Bamberger Lyzeum die zwei philosophischen und drei theologischen Kurse. Am 19. April 1849 wurde er zum Priester geweiht. Er ging in demselben Jahre als Hofmeister zu Graf Karl von Spaur, dem Gesandten des Königreiches Bayern in Neapel, Rom und Turin.
Ab 1854 widmete Kirchner sich den Missionen in Zentralafrika und wurde als Nachfolger von Ignaz Knoblecher apostolischer Provikar mit bischöflichen Rechten. Kirchner machte Missionsreisen am blauen und weißen Nil, in Ägypten, Nubien und Sudan, auch in Europa, der Türkei, Syrien, Palästina. Er verfasste die älteste Grammatik einer westnilotischen Sprache und organisierte von Khartum aus die Missionsarbeit. Dabei erkrankte er und musste seine Tätigkeit in Afrika aufgeben.
Nach seiner Rückkehr war er Pfarrer in St. Martin in Bamberg und Vorstand des Priesterseminars. Ab 1873 war er in Scheßlitz tätig, dort betätigte er sich in vielfältiger Weise und wurde schließlich zum Ehrenbürger ernannt.
Von 1874 bis 1877 war er Mitglied des Deutschen Reichstags für den Wahlkreis Oberfranken 4 (Kronach) und das Zentrum.